# 비데

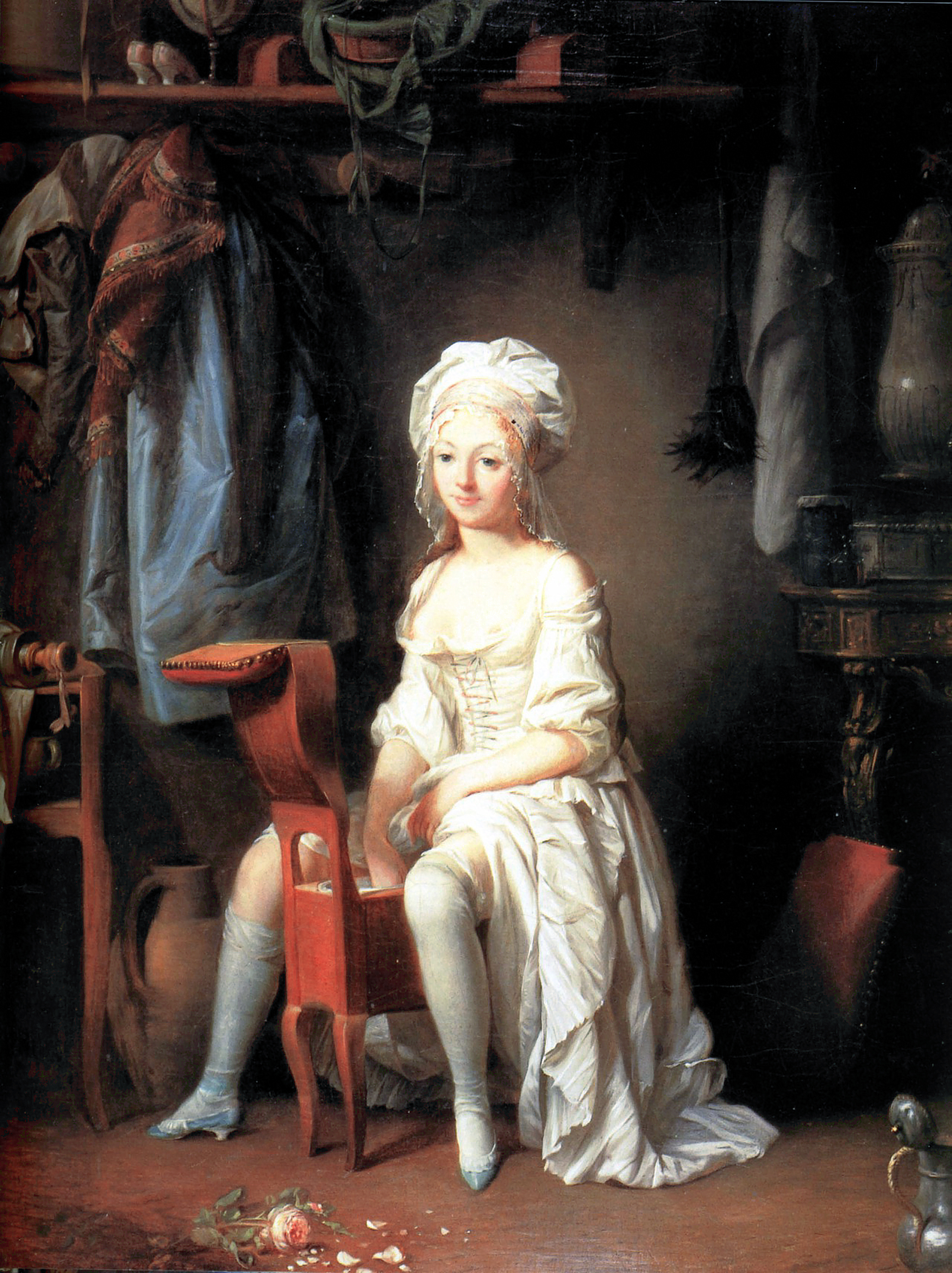
비데를 사용하는 여인 (18세기)

비데(프랑스어: bidet, 영어: bidet)는 대변 혹은 소변을 본 후 항문 또는 국부(局部)를 세척하는데 사용하는 용기나 기구를 지칭이다. 가장 발전된 형태의 현대식 비데는 전기장치와 더불어 급수, 분출장치가 연결되어 있어 손을 사용하지 않고도 기구 중앙부에서 적당한 온도를 지닌 온수가 분출되어 부드럽게 국부를 세척해주는 형태를 가지고 있다.
치질, 방광염, 질염, 설사로 인한 쓰라림 등을 제거하는 의료용으로도 쓰이며 여성의 월경과 산후조리 시에도 사용된다. 외국에서는 주로 욕실 안에 설치되어 있으며, 물을 분출하는 노즐이 없는 단순한 비데의 경우에는 발을 씻는 용도로도 사용한다. 감염을 예방하기 위해 일상적인 소독이 필요하나 환경보호에 도움이 되고 장애인, 환자, 노인들에게는 매우 유용하다. 이슬람 문화권 국가에서는 비데 사용이 일상화 되어 있고 포르투갈과 이탈리아는 비데 설치가 의무화되어 있어 화장지 사용에 익숙한 여행자들은 주의가 필요하다.

## 개요

### 어원
비데(Bidet)는 조랑말을 뜻하는 프랑스어로, 15세기 프랑스 왕족들이 기르던 애완 조랑말을 가리키기 위해 사용되었던 단어였다. 15세기 말부터 유럽에 매독(梅毒)이 크게 유행하자 생식기를 세척하는 문화가 생겨났는데, 부피가 큰 도자기에 더운물을 담아놓고 다리를 벌려 걸터앉는 상태에서 뒷물처리하는 모습이 마치 조랑말을 타는 것과 매우 유사하다 하여 비데(Bidet)라는 말을 사용하기 시작했다.

### 발명
최초의 발명에 대해서는 십자군 원정 중에 기사들이 말을 타고 장거리 이동함에 따라 발생한 치질을 치료하기 위해 만들어졌다는 설이 있다. 또 다른 설은 루이 14세 때 많이 사용했다는 기록으로 미루어 볼때, 당시 귀족들이 성관계 전후에 생식기를 닦기 위해 고안한 것으로 추정된다. 당시에는 피임용으로 사용했다는 설도 있다.
현대와 비슷한 형태의 비데는 프랑스의 가구 제조사가 17세기 말에 발명한 것으로 보이지만 구체적인 날짜나 발명가는 알려져 있지 않다. 비데에 관한 최초의 기록은 1726년 이탈리아에서 비롯된다. 18세기 후반에 개인 욕실에 비데를 요청한 여왕 마리아 카롤리나 폰 외스터라이히의 기록이 있긴 하지만 비데는 제2차 세계 대전에 이르러서야 이탈리아에 보급되었다.
전통적인 비데는 손으로 직접 물을 사용하거나 샤워기 같은 보조장치를 사용하는 방식이었다. 그러나 오늘날에는 휴대용 비데도 개발되어 있고, 겨울철을 위한 열선시트와 전자장치로 물을 분사해주는 노즐을 제어하는 비데 등도 개발되어 있어 매우 사용이 편리하게 되어 있다.

### 장단점
병인성 미생물에 의한 교차감염을 예방하기 위해서는 일상적인 소독을 철저해야 하는 불편함이 있다. 그러나 환경적 측면에서 볼때 화장지 사용을 줄일수 있는 장점이 있어 환경보호에는 긍정적인 면이 있다. 보통 사람이 비데를 이용 할 때 0.5리터의 물만 사용한다는 것을 전제로 하면, 이는 화장지 제조에 사용하는 물의 양에 비해 훨씬 적은 양의 물을 사용하는 셈이다. 사이언티픽 아메리칸의 기사내용에 따르면, 비데를 사용하는 것이 "종이를 사용하는 것보다 환경에 훨씬 덜 스트레스를 준다"고 한다. 또한 모든 미국인들이 화장지를 대신하여 비데를 사용하면, 매년 1,500만 그루의 나무를 보호할 수 있다고 한다.
거동이 불편한 장애인, 환자, 노인들에게는 매우 유용한 장치라는 것이 큰 장점 중에 하나다.

### 문화
이슬람 문화권 국가에서는 비데 사용이 일상화되어 있어 화장지 사용에 익숙한 여행자들은 주의가 필요하다. 이는 이슬람에서 대변을 본 후에 항문을 물로 세척하지 않고는 기도를 할 수 없는 등 배설에 관한 엄격한 규칙의 영향에 따른 것이다. 이탈리아에서는 1975년부터 욕실에 비데를 설치하는 것이 의무화되어 있으며, 포르투갈도 비데 설치가 의무적이고, 프랑스 영향권인 나라들에서는 비데를 흔히 볼 수 있다. 남미 국가들이나 아시아 국가들에서도 점점 더 인기를 얻고 있어 설치된 화장실이 증가하고 있으며, 2015년 기준으로 일본 가정의 보급율은 약 76%에 달한다.

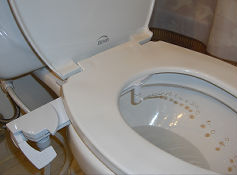
부가 기능 비데
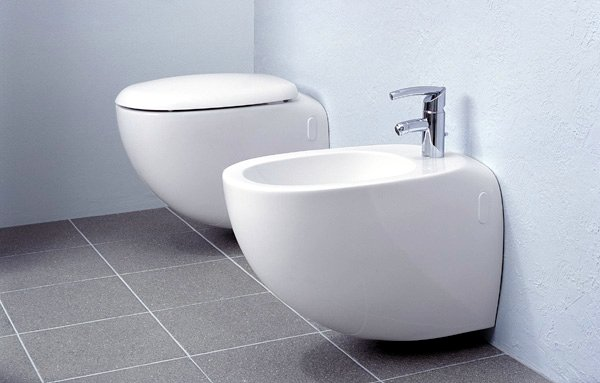
현대 비데
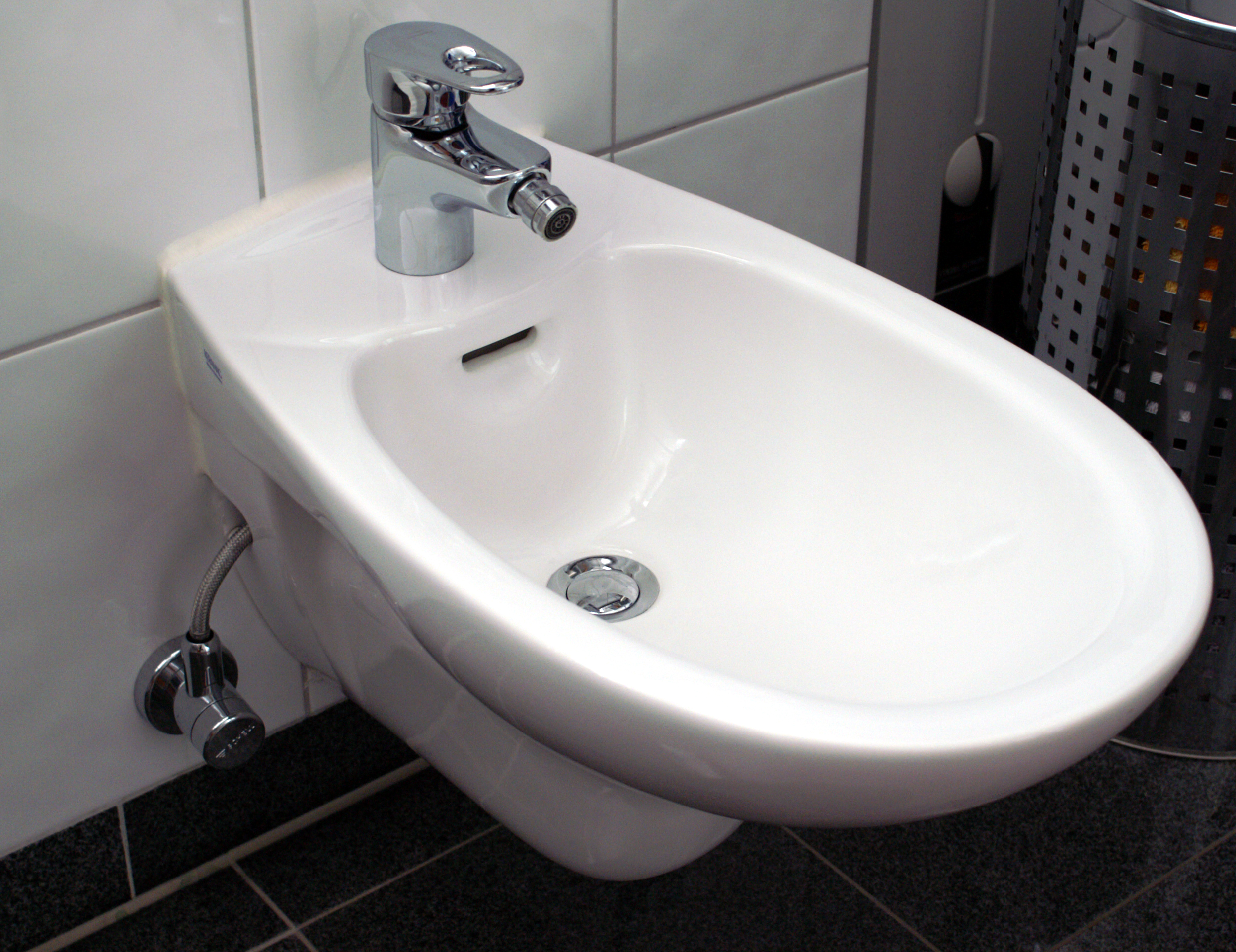
전통적인 비데
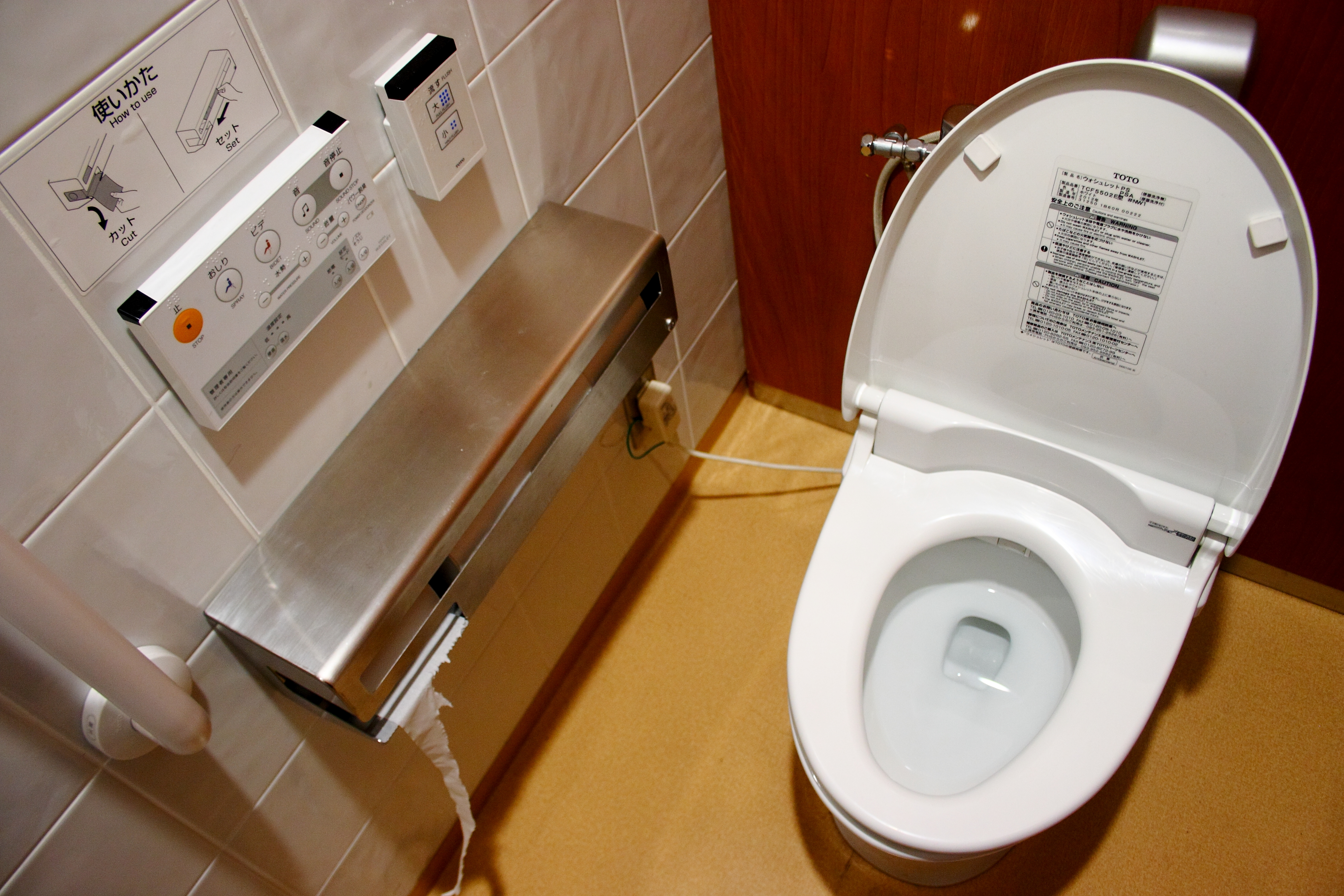
공중화장실에 설친된 비데

## 같이 보기
- 전자 비데
- 변좌